# Szczęsny Wencławowicz Syruć
Szczęsny Wencławowicz Syruć (Sirutowicz) herbu Doliwa – miecznik Wielkiego Księstwa Litewskiego w latach 1550–1567.
Poseł na sejm 1570 roku z województwa wileńskiego.